# アラン・パッサール
アラン・パッサール（Alain Passard,　1956年8月4日 - ）は、フランス料理の料理人。パリの3ツ星レストラン『アルページュ』のオーナーシェフである。

## 来歴
料理に目覚めたのは8歳の時。祖母のルイーズ・パッサールから料理を習う。14歳で料理業界に入り、地元の菓子店などで働く。
その後、ヌーヴェル・キュイジーヌの鬼才と呼ばれるアラン・サンドランスなどに師事。
1986年に『アルケストラート』跡地に『アルページュ』をOPEN。開店した年に1ツ星、翌年にはミシュランの2ツ星を獲得。
1996年には、当時40席ほどの小さな店だったにもかかわらず、シンプルで独創的な料理で3ツ星を獲得。
「肉の魔術師」と呼ばれ、かつては「肉自身が焼かれていることに気づかないうちに肉を焼き上げる」と言われるほどの火加減のエキスパートであったが、1999年頃より野菜料理に傾倒。2001年より一転して野菜料理のスペシャリストとなる。
ル・マン近くのサルトや、ノルマンディーの土地を購入。自身でこだわりの農作物を作り、野菜料理を研究。
農耕馬や天然の肥料を用い、鳥やミツバチが飛び交う自然のシステムを利用する、昔ながらの農法で丹念に育てた野菜を使い、野菜のみのフルコースを作るなど、話題を集める。
日本ではザ・プリンス パークタワー東京や京都ブライトンホテルのメニュー開発や、地方での料理講習会、2007年には子供向けの料理絵本『庭の小さな仲間たちの季節の野菜レシピ（幻冬舎）』を出版するなど、精力的に活躍中。

## 略歴
- 1956年　ブルターニュのイル＝エ＝ヴィレーヌ県に生まれる。
- 1971年　ブルターニュ・リフレにある3ツ星レストラン『ライオンドール』で、ミシェル・ケルヴァより料理技術の基礎を学ぶ。
- 1976年　ガストン・ボイヤーより経営手法と古典美を学ぶ。
- 1977年　パリの『L'Archestrate（ラルケストラート）』にてアラン・サンドランスに師事。
- 1980年　アンギャン＝レ＝バンのカジノレストラン『Enghien（アンギャン）』にて二ツ星取得。
- 1984年　ブリュッセルのレストラン『カールトン』にて再び二ツ星取得。
- 1986年　パリのヴァレンヌ通りに『アルページュ』をオープン。
- 1987年　ミシュランのニツ星を取得。
- 1996年　ミシュランの三ツ星を取得する。
- 2004年　レジオンドヌール勲章シュバリエ
- 2005年　初めての料理本を出版。

## 人物
- 家系は画家や音楽家など芸術家が多い。[2]
- 親日家で日本は「小さい頃からの憧れの国」だったという。年間4回は来日する。
- 緑茶好きで一日に2リットル飲むことも。マイ急須を持っている。
- 料理のイメージを色鉛筆で描く。

## 著書
- 庭の小さな仲間たちの季節の野菜レシピ　（幻冬舎）
- Jardinière Arlequin : Conversations avec Alain Passard （フランス語）　…など多数。

## 出演TV
- 料理の鉄人 （フジテレビ）　など